# Roger González
Roger González (Monterrei, Novo Leão, 15 de julho de 1980) é um apresentador, ator, cantor e dublador mexicano.

## Carreira
Em televisão:
- (2002-2012) - Zapping Zone - apresentador
- (2010) - Highway: Rodando a Aventura - Roger
- (2007) - High School Musical - A Seleção - apresentador
- (2007-2008) - Disney Channel Games - ele mesmo
- (2003) - Rebelde Way - Lisandro

Em cinema:
- (2008) - High School Musical: O Desafio[1]

Em dublagem:
- (2008) - Tinker Bell - Uma Aventura no Mundo das Fadas - Terence;
- (2009) - Tinker Bell e o Tesouro Perdido - Terence;
- (2010) - Tinker Bell e o Resgate da Fada - Terence.

Em teatro:
- (2010) - A Bela e a Fera - LeFou[2]
- (2008-2009) - Peter Pan: O Musical - Peter Pan.

Na música:
- (2010) - Nuestro Amor - Highway: Rodando a Aventura;
- (2009) -  What's Your Name? - Solo gravado com Carla Medina para internet;
- (2008) - La Vida Es Sueño - Especial do Disney Channel México;
- (2007) - Eres La Música En Mí - Versão mexicana da canção do filme High School Musical 2;
- (2006) - Sólo Hay Que Intentar - Versão mexicana da canção do filme High School Musical;
- (2006) - Dragón Occidental - Versão mexicana da canção de abertura de Jake Long - O Dragão Ocidental